# Valmorea
Valmorea ist eine italienische Gemeinde (comune) mit 2607 Einwohnern (Stand 31. Dezember 2024) in der Provinz Como, Region Lombardei.

## Lage

Lage der Gemeinde Vamorea in der Provinz Como

Die Streugemeinde liegt in den Voralpen auf einer Höhe von 408 m s.l.m. etwa 41 km südwestlich von der Provinzhauptstadt Como entfernt. Sie dehnt sich im gleichnamigen Tal über eine Fläche von 3,25 km² aus und setzt sich aus den Fraktionen Caversaccio, Casanova Lanza, San Rocco, Dosso, Filanda und Malpaga zusammen. Der Gemeindesitz befindet sich im Ortsteil Caversaccio. Valmorea wurde 1928 im Zuge der faschistischen Gemeindereform durch den Zusammenschluss der Gemeinden Caversaccio (Caverzaas) und Casanova Lanza (Casanœva) gebildet.
Die Nachbargemeinde sind im Norden Rodero und Bizzarone, im Osten Uggiate con Ronago, im Süden Albiolo, und im Westen Solbiate con Cagno.

## Sehenswürdigkeiten
- Pfarrkirche San Biagio[2]
- Kirche Santi Donato e Giovanni Bosco[3]
- Oratorium Sante Faustina e Liberata, im Ortsteil Casanova Lanza[4]
- Palazzo Somigliana[5]
- Eisenbahn Ferrovia di Val Morea
- Park Valle del Lanza.

## Persönlichkeiten
- Giovanni da Milano (fl. 1346–1369), Maler
- Gianluigi Giudici (1927–2012), Bildhauer
- Carlo Somigliana (1860–1955), Mathematiker und Physiker